# Alcyonidium enteromorpha
Alcyonidium enteromorpha är en mossdjursart som beskrevs av Jacqueline A. Soule 1951. Alcyonidium enteromorpha ingår i släktet Alcyonidium och familjen Alcyonidiidae. Inga underarter finns listade i Catalogue of Life.